# Leonardo Del Vecchio
Leonardo Del Vecchio (Milaan, 22 mei 1935 – Segrate, 27 juni 2022) was een Italiaans zakenman. Hij is vooral bekend als oprichter en voorzitter van Luxottica, de grootste producent van brillen en monturen ter wereld.

## Biografie

### Jeugd
Del Vecchio werd geboren als jongste van zes kinderen in een arm gezin afkomstig uit de Zuid-Italiaanse stad Barletta. Zijn vader – een groenteverkoper op de markt van Milaan – overleed vijf maanden voor zijn geboorte, en zijn moeder was niet in staat alleen voor de opvoeding te zorgen. Daarom werd hij op zevenjarige leeftijd ondergebracht in een door nonnen geleid weeshuis. Voor voortgezet onderwijs kwam Del Vecchio vanwege de armoede niet in aanmerking. Op veertienjarige leeftijd ging hij in de leer bij een fabrikant van gereedschap en kleurstoffen in Milaan. In de avonduren studeerde hij industrieel ontwerpen, kennis die hij gebruikte om brilmonturen te maken.

### Carrière
In 1961 verhuisde Del Vecchio naar Agordo, een dorp in de regio Veneto, waar de Italiaanse brillenindustrie zich op dat moment concentreerde. Daar legde hij zich volledig toe op de fabricage van brillenmonturen, vanaf 1967 onder zijn eigen merk Luxottica. In de jaren daarna stroomlijnde hij de productie, waarbij hij een groot deel van de productie automatiseerde en de kosten verlaagde. Daarnaast focuste het bedrijf zich op de combinatie van mode en optiek. Luxottica verkreeg de licenties om brillen te produceren voor onder meer Armani, Prada, Versace, Chanel en Bulgari en nam onder andere de merken Ray-Ban, Oakley en Persol over. In 2018 bezat Luxottica dertig luxe zonnebrillenmerken.
Op 1 maart 2018 werd door Europese en Amerikaanse toezichthouders toestemming gegeven aan Luxottica en de Franse producent van brillenglazen Essilor om te fuseren, en kreeg het bedrijf de naam EssilorLuxottica. EssilorLuxottica vertegenwoordigde op dat moment een beurswaarde van 46 miljard euro en had 140.000 medewerkers in dienst. Del Vecchio werd bestuursvoorzitter van het fusiebedrijf.
Del Vecchio had in 2021 ook een belang van 15,4 procent in de Italiaanse investeringsbank Mediobanca. Volgens Bloomberg had hij op 1 juni 2022 een persoonlijk vermogen van 25,7 miljard dollar (ruim 24 miljard euro). Daarmee was Del Vecchio een van de rijkste mensen van Italië.

### Privéleven en overlijden
Del Vecchio was vier keer getrouwd. Hij had in totaal zes kinderen en woonde in Milaan.
Hij overleed op 87-jarige leeftijd in het San Raffaele-ziekenhuis in Segrate aan de gevolgen van een longontsteking.
- Gemeinsame Normdatei: 1271362295
- International Standard Name Identifier: 0000 0000 3700 8904
- Library of Congress Control Number: n2002096985
- Istituto Centrale per il Catalogo Unico: LO1V549399
- Virtual International Authority File: 78142468
- WorldCat: E39PBJhMfMTDbfHxkXKfwfxFKd